# دانیل سوارز
دانیل سوارز (انگلیسی: Daniel Suarez؛ زادهٔ ۲۱ دسامبر ۱۹۶۴) مشاور فناوری اطلاعات و رمان‌نویس اهل ایالات متحده آمریکا است.
از آثار وی می‌توان به کتاب دیمن (Daemon) که در سال ۲۰۰۶ منتشر شد، اشاره کرد.